# As Light Dies
As Light Dies est un groupe de folk metal, black metal et metal avant-gardiste espagnol, originaire de Madrid. Le groupe pointe vers des chansons aux thèmes mystérieux, macabres ou tristes.

## Biographie
Le groupe est formé en 1999, mais ne devient actif qu'à partir de 2003. Pendant les premières années, le groupe enregistre deux démos non officielles intitulées The Sinking of Atlantis en 2003, et The Painter's Curse en 2004. Une troisième démo, 3 Views of an End: A Trip to Nowhere, est enregistrée en 2004.
Ce n'est qu'en 2005 que As Light Dies enregistre son premier album studio intitulé A Step Through the Reflection, qu'ils publient au début de 2007 au label Mondongo Cannibale. Leur EP GEA enregistré en 2006, ne sera jamais publié (sauf sur Internet en libre téléchargement). Ce premier album permet à As Light Dies d'effectuer , en 2008, sa première tournée européenne, en treize dates dans cinq pays différents : l'Espagne, la France, la Suisse, les Pays-Bas et la Belgique. La même année, le groupe se met à l'enregistrement d'un deuxième album intitulé Ars Subtilior from Within the Cage dont le mixage et le mastering est réalisé par le producteur suédois Dan Swanö. L'album est publié en 2010 au label BadMoodMan.
En 2014, le groupe publie son troisième album intitulé The Love Album - Vol. 1 au label Maa Production,.

## Membres

### Membres actuels
- Óscar Martin - voix, guitare[4]
- Jesús Villalba - violon[4]
- Pablo Parejo - batterie[4]
- Jose Yuste - basse[4]
- Daniel Maqueda - clavier[4]

### Anciens membres
- Carol Daith - chant (pendant quatre mois)[4]
- Sebastian Gonzalez - basse[4]
- José Martínez - basse[4]
- Daniel Pradillos - batterie[4]
- Antonio Herrero - clavier[4]
- Inés Seisdedos - clavier[4]
- Erik Cruz - chant, percussions[4]

## Discographie

### Albums studio
- 2007 : A Step Through the Reflection
- 2010 : Ars Subtilior from Within the Cage
- 2014 : The Love Album - Vol. 1
- 2023 : The Laniakea Architecture - Volume II

### Démos
- 2003 : The Sinking of Atlantis
- 2004 : The Painter's Curse
- 2004 : 3 Views of an End: A Trip to Nowhere

### EPs
- 2006 : GEA
- 2016 : GEA